# Герб комуни Ельвдален
Герб комуни Ельвдален (швед. Älvdalens kommunvapen) — символ шведської адміністративно-територіальної одиниці місцевого самоврядування комуни Ельвдален. 

## Історія
Герб було розроблено для ландскомуни Ельвдален. Отримав королівське затвердження 1946 року.    
Після адміністративно-територіальної реформи, проведеної в Швеції на початку 1970-х років, муніципальні герби стали використовуватися лишень комунами. Цей герб був 1971 року перебраний для нової комуни Ельвдален.
Герб комуни офіційно зареєстровано 1991 року.
Герби давніших адміністративних утворень, що увійшли до складу комуни, більше не використовуються.

Герб ландскомуни Серна (1947–1970)
Герб ландскомуни Ідре (1944–1970)

## Опис (блазон)
У червоному тригорбі срібний арбалет, спрямований вгору, над ним поле перетяте хвилясто на синє та срібне, у синьому — срібне лезо коси в балку праворуч.

## Зміст
Коса в гербі походить з парафіяльної печатки XVII століття. Тригорб вказує на особливості місцевого рельєфу. Хвиляста смуга означає річку Далельвен. Арбалет символізує вміння ельвдаленських лучників.